# 捍衛天使 (2025年電影)
《捍衛天使》（英語：Good Fortune）是一部2025年美國喜劇片，由阿茲·安薩里執導（導演處女作）、編劇兼監製，塞斯·羅根、安薩里、琪琪·帕瑪、吳珊卓以及基努·李維主演。本片由加拉姆電影（Garam Films）、哦兄弟製片公司（Oh Brudder Productions）、保持頭腦清醒（Keep Your Head）和楊氏影業（Yang Pictures）製作，講述了名為加百列（Gabriel，李維飾演）的天使，嘗試向為生計所苦的阿傑（Arj，安薩里飾演）證明金錢並非萬能，但卻以失敗告終；加百列於是將阿傑與富有的老闆傑夫（Jeff，羅根飾演）交換了身體。結果，加百列失去了翅膀、被貶下凡間。
2022年，安薩里的導演處女作《凝視死亡》在探照燈影業的首映計劃被擱置，之後他改推進《捍衛天使》的執導計畫。他希望製作一部喜劇電影，並計劃在院線上映，他以《Barbie芭比》（2023年）的成功為例，證明本片的製作價值。安薩里的多年好友羅根在《凝視死亡》擱置後不久前來協助，為電影增添了多種元素。
本片原定2023年5月展開主要拍攝，但受2023年美国编剧协会大罢工影響導致劇組在月中停工；2024年1月下旬在洛杉磯開拍，當時帕瑪宣布已加入劇組。李維曾在拍攝期間受傷；大部分拍攝工作在2024年4月前殺青，部分鏡頭待李維痊癒後補拍。
《捍衛天使》2025年9月登上多倫多國際影展舉行全球首映，並由獅門定檔2025年10月17日在美國上映。

## 演員
- 塞斯·羅根飾演傑夫（Jeff）：過著奢靡生活的富豪。他擁有多輛汽車、一棟有游泳池的現代化豪宅，地下室還有一間迪斯可俱樂部，也經常舉辦狂歡派對。在加百列介入下，與員工阿傑交換了人生。[3]
- 阿茲·安薩里飾演阿傑（Arj）[4]：生計所苦的人，為老闆傑夫做過各種零工，例如修理游泳池，以及為他找一位薩滿舉行死藤水之旅。在丹尼餐廳的停車場結識了加百列。[3]
- 琪琪·帕瑪飾演艾琳娜（Elena）：阿傑在五金店工作的同事，為爭取更好的工作條件成立工會奮鬥[5]。
- 吳珊卓飾演瑪莎（Martha）：奪走加百列翅膀的天使[3][6]。
- 基努·李維飾演加百列（Gabriel）：以助人為職責的低階守護天使[7]。嘗試向阿傑傳達金錢並非萬能的理念，但失敗後，被奪走了翅膀、被貶下凡間。[3]

雪莉·寇拉飾演看上加百列而想坐在他臉上的人。名叫娜娜（Nana）的薩滿巫師出現於片中，舉行了一場死藤水儀式。史蒂芬·麥金利·亨德森也在片中飾演配角。

## 製作

### 發展

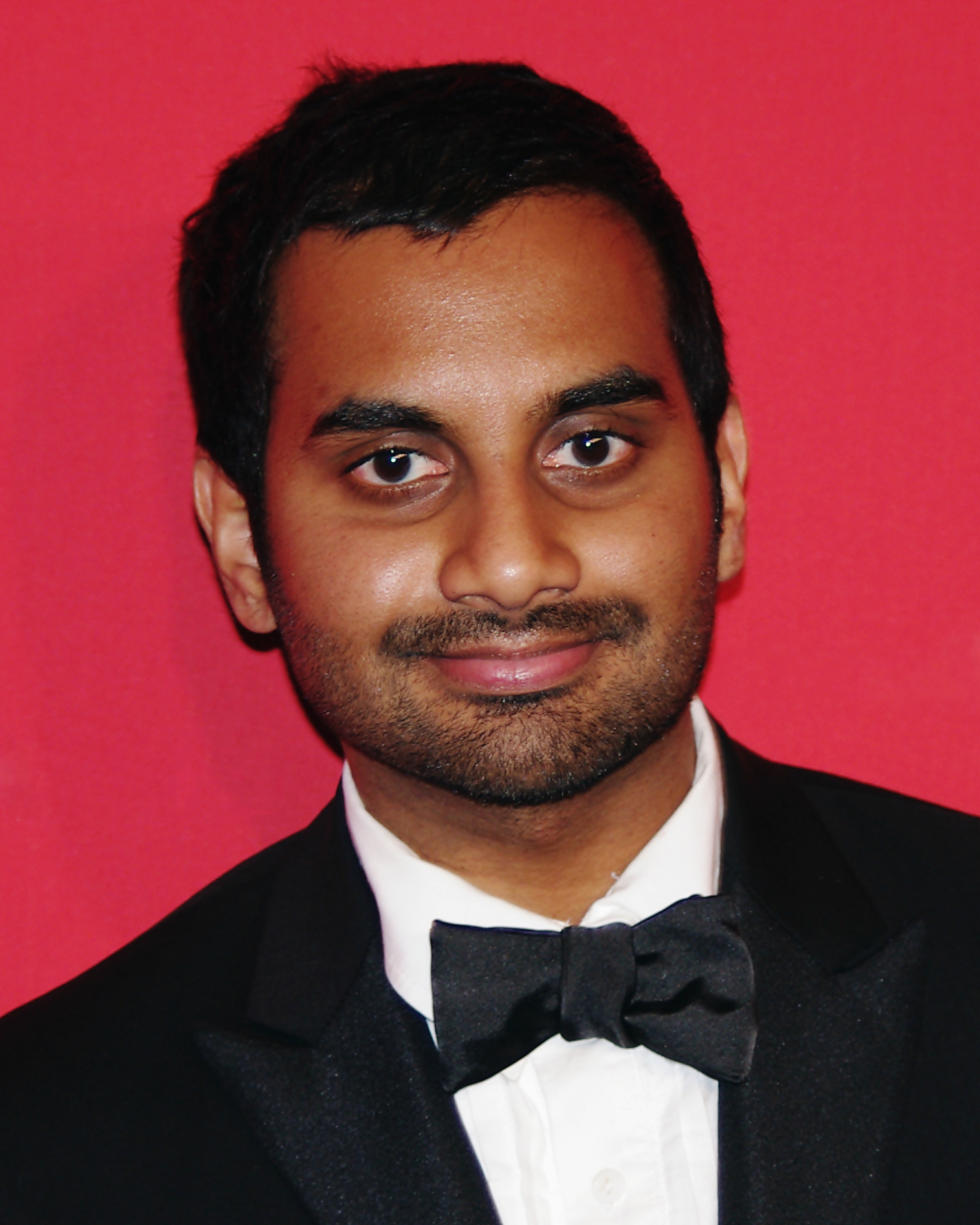
阿茲·安薩里在本片中身兼監製、導演、編劇和主演

阿茲·安薩里因比爾·墨瑞涉嫌不當行為，於2022年暫停了為探照燈影業執導的首部導演電影《凝視死亡》。此後，他繼續推進的下一部計劃中的《捍衛天使》。
安薩里長期拍攝劇情類作品，並希望製作一部喜劇在戲院上映。他以《Barbie芭比》（2023年）的成功為例，證明本片的製作價值。他希望藉此在戲院上映R級喜劇，導致同行開始爭相「糟糕的抄襲」起來。
安薩里在與丹·弗里德曼（Dan Freedman）、菲爾·斯特里納（Phil Strina）、約翰·比昂多（John Biondo）和馬特·萊昂內蒂（Matt Leonetti）洽談後，本項目被獅門公司收購。阿尼茲·亞當·安薩里（Aniz Adam Ansari）、喬納森·麥考伊（Jonathan McCoy）、克里斯多福·伍德羅（Christopher Woodrow）和康納·迪格雷戈里奧（Connor DiGregorio）擔任執行製片人，布拉迪·藤川（Brady Fujikawa）和喬恩·漢弗萊（Jon Humphrey）負責代表獅門製作本片。2023年4月，片方正式宣布安東尼·卡塔加斯、杨维榕和安薩里監製，安薩里亦身兼編劇、導演和聯合主演。加拉姆電影（Garam Films）、哦兄弟製片公司（Oh Brudder Productions）、保持頭腦清醒（Keep Your Head）和楊氏影業（Yang Pictures）為製片公司，獅門與媒體資本科技公司（Media Capital Technologies）聯合出品。

### 劇本
安薩里表示，想「寫出大家都在處理但無人探討的事」，並認為生活中的掙扎就是個很好的例子。洛杉磯除了作為《捍衛天使》的現實背景之外，安薩里還認為此城市因零工經濟、送餐機器人的普及、中產階級化、住房危機及無家可歸現象，足以反映電影的主題。他為這部電影做了研究，包括採訪零工工人以了解他們的生活方式，也在送餐司機身旁見習並在五金店工作。安薩里從1946年電影《風雲人物》和《太虛幻境》中攝取靈感。

### 選角
2023年4月，片方宣布基努·李維和塞斯·羅根宣布將擔任主演，電影預定5月開拍。安薩里和羅根是多年的好友，他們一直在尋找合作拍電影的機會。安薩里在《凝視死亡》被擱置後，決定積極主動地另尋項目，並致電羅根，描述自己《捍衛天使》的「一份不錯的初稿」；兩個小時後，羅根決定參與。羅根啟發了劇本中幾個想法的實現，例如桑拿和冷水浴。安薩里認為李維「那傢伙看起來就像來自另一顆星球」，考慮對方來飾演加百列（Gabriel），但起初懷疑李維能否勝任。安薩里與李維相見後成功說服了對方。李維的《生死時速》（1994年）和《駭客任務》（1999年）對安薩里影響深遠，安薩里說這兩部電影讓自己成為李維的粉絲。安薩里為了緩解這種情緒，邀請李維到自己家吃印度菜、聊天，然後出門吃喝玩樂，共度美好時光。2024年4月5日，吳珊卓加入了演出陣容。

### 拍攝
《捍衛天使》原定2023年5月16日在洛杉磯展開主要拍攝，但受2023年美国编剧协会大罢工影響，拍攝陷入停工。2023年11月，Deadline Hollywood網站報導稱，電影計劃於2024年初重新開始拍攝。2024年1月25日，琪琪·帕瑪在Instagram上透露，安薩里、羅根和李維的拍攝已經開始。其他消息來源進一步證實了她會出演本片。同年2月，李維在洛杉磯與替身演員被外界目擊到一起在屋頂的吊桿設備上拍片。電影也在格里菲斯天文台取景拍攝。
拍攝兩週後，網路上流傳著李維在片場拄著拐杖、左膝敷著冰袋的照片。當時，尚不清楚這些醫療輔助器具的目的是為了扮演角色，還是本人在拍攝期間受了傷。瘋傳的照片促使一些網站報導了人們擔心起李維的身體狀況。幾天后，有人看到李維在沒有器具的情況下站在片場。4月，安薩里在2024年CinemaCon的電影小組討論會上接受采訪時談到了媒體的關注，並指出（基努快康復）標籤因這些照片而流行起來。他澄清，李維是在拍攝期間被拖車裡的地毯絆倒，導致膝蓋骨折。李維儘管受傷，仍繼續拍攝了電影的大部分內容。後來，李維在《斯蒂芬·科拜尔晚间秀》一集中澄清，自己是在從冷水中快速爬起來時所摔倒，腳著地後膝蓋「撞」到了地上，髕骨「像薯片一樣」斷裂。
當李維的後續計畫《結果》於3月20日開始主體拍攝時，《捍衛天使》大部分拍攝工作已結束。安薩里指出，此時只剩下李維和自己一起跳莎莎舞的戲份沒拍。李維本來就想拍攝這場戲，但安薩里和其他劇組人員堅持要推遲拍攝，直到李維的膝蓋痊癒。

## 音樂
卡特·伯韦尔受聘，負責在2024年8月之前譜寫配樂曲目。

## 行銷
安薩里出席了CinemaCon，為獅門宣傳本片，透露了自己的創作過程和項目情節細節，並向與會者展示了電影預告片的閉門版本。/Film網站的萊恩·史考特（Ryan Scott）將電影中的身體交換元素比喻為「以《回到過去》為靈感的《颠倒乾坤》（1983年）」。安東尼·達萊桑德羅（Anthony D'Alessandro）與南希·塔塔廖內（Nancy Tartaglione）在Deadline Hollywood網站撰稿時評論道：「電影看起來很搞笑，引來無數笑聲。」隨著2025年5月下旬首支預告片的對外發表，《帝國》雜誌和Gizmodo網站將李為飾演的天使與他和藹可親的公眾形象進行了類比，而《影音俱樂部》則認為，安薩里的導演處女作因墨瑞醜聞與罷工事件影響，一部名為（意為「好運」）的電影具有諷刺意味。

## 發行
《捍衛天使》由獅門定檔2025年10月17日在美國上映。本片2025年9月登上多倫多國際影展舉行全球首映。

## 外部連結
- 互联网电影数据库（IMDb）上《捍衛天使》的资料（英文）